# باشگاه فوتبال پورتیشد تاون
باشگاه فوتبال پورتیشد تاون (به انگلیسی: Portishead Town Football Club) یک باشگاه فوتبال در شهر پورتشید، سومرست، کشور انگلستان است که در سال ۱۹۱۲ میلادی تأسیس شده‌است.